# Big Time Rush (canción)
Big Time Rush (en español "Adrenalina En Grande"), es el sencillo promocional debut del grupo pop estadounidense Big Time Rush. Fue lanzado el 29 de noviembre de 2009.

## Información de la canción
La canción fue lanzada como el primer sencillo del grupo, seguido por “Any Kind of Guy”, se presentó en el show, con dos canciones más: (“The City is Ours” y “Famous”), de ser liberado más tarde. La canción es más corta que su próximo sencillo, y cuenta con Kendall y Carlos, tiene más partes que James cantando y Logan, aunque la mayor parte de la canción tiene las cuatro de ellos cantando.

### Episodio premisa
El gran sueño de James Diamond es convertirse en una super estrella. Un día viendo televisión con sus cuatro amigos, Kendall Knight, Carlos García y Logan Mitchell, divulgaba sus ganas de ser muy famoso y de repente en MTV News dijeron que el super productor Gustavo Roque estaba audicionando para llevarse a un afortunado talentoso a Los Ángeles para grabar con él; James imploró a sus amigos para que lo llevaran para que el pudiese audicionar. Al llegar al teatro, James rápidamente fue a registrarse, Kelly lo registró, pero al ver lo apuestos que eran los demás chicos, también los registró a ellos. Logan hizo un rap, pero Gustavo lo interrumpió sin ni siquiera haber hecho todo. Carlos se burló de Gustavo tirándose un gas en el micrófono. Y al audicionar James, hizo una genial audición, pero la mirada de Gustavo lo hizo equivocarse, así que Kendall contradijo a Gustavo diciéndole que el no tenía talento, le canto encima de la mesa y los guardias de seguridad se lo llevaron. Llegó a casa con Logan, James, Carlos, la policía y la vecina de los chicos. Pero alguien tocó la puerta, así que los chicos fueron a abrirla, era Gustavo. le hizo una propuesta a Kendall si quería ir a grabar con él, pero no se ponía de acuerdo. Al día siguiente le dijo a Gustavo que grabaría solo si llevaba a sus tres amigos junto a él para formar un grupo, Gustavo aceptó. Gustavo quería que cantaran una canción llamada “Time of Girls” —en español “Hora de Chicas”, pero Kendall decidió que cantarían una canción que se llama “Big Time”, y Gustavo la aprobó, y días más tarde, la procedieron a cantar.

## Video musical
El video musical fue mostrado en el episodio piloto, “Big Time Audition”, mezclados con disparos desde el mismo episodio.

## Charts
La canción debutó y alcanzó su punto máximo en el ranking Billboard Bubbling Under Hot 100 en el puesto n.º 6.
| Chart (2010)                                  | Peak position |
| --------------------------------------------- | ------------- |
| U.S. Billboard Bubbling Under Hot 100 Singles | 6             |
| Portugal Singles Top 50                       | 4             |